# Luis Héctor Villalba
Luis Héctor Villalba (Buenos Aires, 11 de octubre de 1934) es un cardenal argentino, alto prelado de la Iglesia católica y arzobispo emérito de la arquidiócesis de Tucumán. Fue ordenado obispo titular de Aufrinio y designado obispo auxiliar de Buenos Aires en 1984, obispo de la diócesis de San Martín en 1991, y arzobispo de la arquidiócesis de Tucumán en 1999, cargo del que se retiró por edad en 2011. Ha sido elevado al rango de cardenal por el papa Francisco el 14 de febrero de 2015. A partir del 15 de agosto fue nombrado Administrador Apostólico por el Consejo Consultivo de la Arquidiócesis.

## Biografía
Nació en Buenos Aires el 11 de octubre de 1934. Fue ordenado sacerdote el 24 de septiembre de 1960, y el 20 de octubre de 1984 fue llamado al orden episcopal por San Juan Pablo II, que lo nombró obispo titular de Ofena y auxiliar de Buenos Aires. Su lema episcopal es «Apóstol de Jesucristo».
Fue ordenado obispo el 22 de diciembre de 1984 en la catedral de Buenos Aires por el cardenal Juan Carlos Aramburu, arzobispo de Buenos Aires. Fueron co-consagrantes monseñor Arnaldo Clemente Canale, obispo auxiliar de Buenos Aires, y monseñor Carmelo Juan Giaquinta, obispo auxiliar de Viedma.
Villalba fue trasladado el 16 de julio de 1991 a la diócesis de San Martín, de la que tomó posesión el 26 de octubre de 1991. Su gobierno pastoral en esta jurisdicción eclesiástica se extendió hasta el 8 de julio de 1999, cuando fue promovido a la sede arzobispal de Tucumán.
El flamante arzobispo llegó a la provincia norteña el 17 de septiembre de 1999. Tomó posesión e inició su ministerio pastoral como quinto arzobispo (octavo diocesano) de Tucumán y se desempeñó en este servicio hasta el 10 de junio de 2011, cuando Benedicto XVI aceptó su renunció por razones de edad.

## Cardenal de la Iglesia católica
El sábado 14 de febrero fue creado cardenal por el papa Francisco durante el Consistorio Ordinario Público. Recibió el birrete y el anillo de las manos del papa Francisco durante una solemne ceremonia que tuvo lugar en la basílica de San Pedro a las 11.00. También le entregó el documento en el que se le asignó como titular de la parroquia romana de San Girolamo.
Es uno de los cinco arzobispos y obispos eméritos que el Santo Padre decidió sumar al Colegio Cardenalicio porque “se han distinguido por su caridad pastoral en el servicio a la Santa Sede y a la Iglesia.”[cita requerida]
Al momento de anunciar sus nombres, Francisco declaró que “Ellos representan a muchos obispos que, con la misma preocupación de pastores, han ofrecido testimonio de amor a Cristo y al Pueblo de Dios, tanto en las Iglesias particulares y en la Curia Romana, como en el Servicio diplomático de la Santa Sede”.
A su vez, el actual Arzobispo de Tucumán Alfredo Horacio Zecca celebró la noticia del nombramiento del Cardenal Villalba junto con muchos sacerdotes, religiosos y fieles de la comunidad católica de la provincia del norte Argentino, destacando que el futuro cardenal  "ha servido a la Iglesia con mucha generosidad en las diversas tareas pastorales que en su ya larga vida ministerial se le han confiado".
En cambio, el mismo Villalba quien recibió con gran sorpresa la noticia de su nombramiento declaró considerar el cardenalato como un reconocimiento a la tarea de la Iglesia en Tucumán y en el Noroeste Argentino recordando que la diócesis de Tucumán fue una de las primeras jurisdicciones eclesiásticas creadas en la Argentina. 
"El cardenalato significa el hecho de la Iglesia entre nosotros. Además estamos a poco del bicentenario de la Independencia de la Argentina, y hay que reconocer el papel de la Iglesia en ese momento. También estamos en vísperas de un nuevo Congreso Eucarístico Nacional", dijo el Cardenal durante el acto de entrega de su escudo episcopal con los atributos cardenalicios que se realizó en la Fundación Fiecyft antes de su viaje a Roma.
El Cardenal Villalba es el cuarto cardenal argentino y el segundo el creado por el Papa Francisco quien en su primer Consistorio en el mes de febrero de 2013 nombró cardenal a Mario Aurelio Poli, el Arzobispo de Buenos Aires, sucesor de Bergoglio como cardenal primado de Argentina. Los otros cardenales argentinos son Leonardo Sandri, “ministro” del Papa para las Iglesias Orientales, y Estanislao Karlich.
Finalmente, el Consistorio se concluyó el domingo 15 de febrero, con la Santa Misa concelebrada por el Santo Padre y todos los cardenales en la basílica de San Pedro a las 10 .00 horas.
A la ceremonia asistieron como representante de la presidenta Cristina Fernández de Kirchner, el titular de la Cámara de Diputados, Julián Domínguez, quien, luego de la ceremonia, junto con la Delegación de la Provincia del Tucumán encabezada por el intendente Domingo Amaya, felicitaron a Villalba.
En dicha ocasión el papa Francisco dio una sorpresa especial, protagonizando un gesto único que no tuvo con ninguna otra delegación. El Santo Padre apareció junto a Monseñor Guillermo Karcher en la sala del Palacio Apostólico donde Villalba se encontraba conversando con el diputado Domínguez, el embajador Valdés, el intendente Amaya y algunos sobrinos y amigos del Cardenal que lo acompañaron a Roma para saludar y saber como estaban.
En la actualidad, reside en la capilla tucumana La Santa Cruz, perteneciente a la jurisdicción parroquial de la parroquia San Martín de Porres. Allí celebra misa y dedica un considerable tiempo a atender confesiones y ofrecer acompañamiento espiritual.

## Un regalo especial
Aunque se habían visto anteriormente, el Papa Francisco no quiso dejar pasar la oportunidad de re-encontrarse con quien compartió tantas charlas en Argentina y a quien pocos días después de haberle anunciado que sería cardenal, le pidió sus medidas para hacerle las sotanas color púrpura, su regalo para el cardenalato.[cita requerida]

## El escudo
El escudo episcopal original de monseñor Villalba fue rediseñado para adaptarlo a la dignidad cardenalicia. En el nuevo dibujo, se mantiene el campo único de color sinople -verde-, con un cordero pastante y contornado en plata y el báculo pastoral de oro con la voluta hacia la diestra.
En reemplazo la cruz procesional acolada en palo que aparecía en el escudo original, se dispuso una cruz dorada de doble travesaño. Se mantiene la banda inferior con el lema "Apóstol de Jescucristo". Finalmente, se agrega el capelo rojo propio de los cardenales.